# Ніклас Кауль
Ніклас Кауль (нім. Niklas Kaul, нар. 11 лютого 1998) — німецький легкоатлет, який спеціалузіється в десятиборстві, чемпіон світу в усіх трьох вікових категоріях (дорослі, юніори, юнаки).
На чемпіонаті Європи серед юніорів-2017 встановив світовий рекорд в десятиборстві серед юніорів (8415 очок), перевершивши попереднє досягнення 35-річної давнини співвітчизника Торстена Фосса (8397).
На світовій першості-2019 здобув чемпіонство з новим особистим рекордом (8691 очко).
За підсумками сезону-2019 отримав від Європейської легкоатлетичної асоціації нагороду «Зірка, яка сходить» (англ. Male Rising Star)